# Сейлсвіль (Арканзас)
Сейлсвіль (англ. Salesville) — місто (англ. city) в США, в окрузі Бекстер штату Арканзас. Населення — 473 особи (2020).

## Географія
Сейлсвіль розташований на висоті 206 метрів над рівнем моря за координатами 36°14′27″ пн. ш. 92°16′36″ зх. д. / 36.24083° пн. ш. 92.27667° зх. д. (36.240803, -92.276531).  За даними Бюро перепису населення США в 2010 році місто мало площу 11,56 км², уся площа — суходіл.

## Демографія
Згідно з переписом 2010 року, у місті мешкало 450 осіб у 208 домогосподарствах у складі 125 родин. Густота населення становила 39 осіб/км².  Було 308 помешкань (27/км²). 
Расовий склад населення:
| - 95,8 % — білих - 0,7 % — корінних американців |

До двох чи більше рас належало 3,6 %. Іспаномовні складали 4,4 % від усіх жителів.
За віковим діапазоном населення розподілялося таким чином: 20,2 % — особи молодші 18 років, 55,4 % — особи у віці 18—64 років, 24,4 % — особи у віці 65 років та старші. Медіана віку мешканця становила 49,4 року. На 100 осіб жіночої статі у місті припадало 100,0 чоловіків;  на 100 жінок у віці від 18 років та старших — 95,1 чоловіків також старших 18 років.
Середній дохід на одне домашнє господарство  становив 44 956 доларів США (медіана — 38 125), а середній дохід на одну сім'ю — 52 293 долари (медіана — 46 250). За межею бідності перебувало 15,6 % осіб, у тому числі 15,9 % дітей у віці до 18 років та 0,0 % осіб у віці 65 років та старших.
Цивільне працевлаштоване населення становило 121 осіб. Основні галузі зайнятості: освіта, охорона здоров'я та соціальна допомога — 27,3 %, роздрібна торгівля — 19,0 %, виробництво — 13,2 %, публічна адміністрація — 12,4 %.
За даними перепису населення 2000 року в Сейлсвілі проживало 437 осіб, 131 сім'я, налічувалося 206 домашніх господарств і 267 житлових будинків. Середня густота населення становила близько 37,7 осіб на один квадратний кілометр. Расовий склад Сейлсвіля за даними перепису розподілився таким чином: 95,42 % білих, 1,37 % — корінних американців, 0,23 % — азіатів, 2,29 % — представників змішаних рас, 0,69 % — інших народів. Іспаномовні склали 1,60 % від усіх жителів міста.
З 206 домашніх господарств в 20,9 % — виховували дітей віком до 18 років, 56,3 % представляли собою подружні пари, які спільно проживали, в 5,8 % сімей жінки проживали без чоловіків, 36,4 % не мали сімей. 33,5 % від загального числа сімей на момент перепису жили самостійно, при цьому 17,0 % склали самотні літні люди у віці 65 років та старше. Середній розмір домашнього господарства склав 2,12 особи, а середній розмір родини — 2,72 особи.
Населення міста за віковим діапазоном за даними перепису 2000 року розподілилося таким чином: 17,8 % — жителі молодше 18 років, 4,3 % — між 18 і 24 роками, 23,6 % — від 25 до 44 років, 31,1 % — від 45 до 64 років і 23,1 % — у віці 65 років та старше. Середній вік мешканця склав 48 років. На кожні 100 жінок в Сейлсвілі припадало 94,2 чоловіків, у віці від 18 років та старше — 87,0 чоловіків також старше 18 років.
Середній дохід на одне домашнє господарство в місті склав 23 542 долара США, А середній дохід на одну сім'ю — 33 611 доларів. При цьому чоловіки мали середній дохід в 29 531 долар США на рік проти 17 250 доларів середньорічного доходу у жінок. Дохід на душу населення в місті склав 17 077 доларів на рік. 9,8 % від усього числа сімей в окрузі і 12,9 % від усієї чисельності населення перебувало на момент перепису населення за межею бідності, при цьому 13,3 % з них були молодші 18 років і 13,8 % — у віці 65 років та старше.